# عبد الشكور (اسم)
عبد الشكور اسم عربي يطلق على الذكور، وهو مستخدم في العهد الحديث كإسم وكلقب. وهو مكون من جزأين «عبد» و «الشكور». الشكور وهي اسم من اسماء الله الحسنى المذكورة في القرآن الكريم. 